# Stipe Botica
Stipe Botica (Otok, 23. veljače 1948.), hrvatski je kroatist. Bio je predsjednik Matice hrvatske od 2018. do 2021. godine.

## Životopis
Stipe Botica rođen je u Otoku 1948. godine. Osnovnu školu završio je u rodnom Otoku, a klasičnu gimnaziju u Sinju. Na Filozofskom fakultetu Sveučilišta u Zagrebu upisao je i diplomirao jugoslavenske jezike i književnosti te latinski jezik i rimsku književnost. Na istom fakultetu magistrirao je poslijediplomski studij književnosti, obranom teme Filip Grabovac i njegovo književno djelo (1979.). Godine 1986. obranio je doktorsku disertaciju Književno djelo Luke Botića (Veze usmene i pisane književnosti hrvatskoga romantizma).
Radio je neko vrijeme kao srednjoškolski nastavnik, a od 1984. godine asistent je na Katedri za usmenu književnost. Od 1987. godine docent je na istoj katedri, od 1992. izvanredni, od 1997. redoviti, a od 2002. godine redoviti profesor u trajnome zvanju. 
Bio je gostujući predavač na više fakulteta u zemlji i inozemstvu: Maribor, Pečuh, Budimpešta, Mostar, Ljubljana, Krakov, Pariz.
Od akademske godine 1994./95. do 1997./98. bio je dekanom Filozofskoga fakulteta u Zagrebu. Od akademske godine 2006./07. pročelnik je Odsjeka za kroatistiku.
Od 2000. do 2004. godine obnašao je dužnost voditelja Zagrebačke slavističke škole – Hrvatskog seminara za strane slaviste. Od 2007. do 2011. godine obnašao je dužnost predsjednika Hrvatskoga filološkog društva. Od 2018. godine predsjednik je Matice hrvatske.
U nastavnom, znanstvenom i stručnom radu pretežito se bavi kroatističkim temama iz povijesti hrvatske književnosti i kulture, posebice usmene književnosti i tradicijske kulture te kulturne antropologije. U tome je području napisao pedesetak znanstvenih i stručnih radova. Uredio je i otisnuo petnaestak knjiga.
Od 2018. godine je profesor emeritus dr. sc.

## Djela
- Luka Botić, Zavod za znanost o književnosti Filozofskog fakulteta u Zagrebu, Zagreb, 1989.
- Filip Grabovac, Zavod za znanost o književnosti Filozofskog fakulteta u Zagrebu, Zagreb, 1990.
- Biserno uresje: izbor hrvatske usmene ljubavne poezije, Mladost, Zagreb, 1990. (2. izd. Školske novine, Zagreb, 1994.; 3. izd. Alfa, Zagreb, 1998.)
- Luka Botić: Djela, Splitski književni krug, Split, 1990.
- Hrvatska usmenoknjiževna čitanka, Školska knjiga, Zagreb, 1995.
- Biblija i hrvatska kulturna tradicija, vlastita naklada, Zagreb, 1995.
- Usmene lirske pjesme, Matica hrvatska, Zagreb, 1996.
- Lijepa naša baština: književno-antropološke teme, Hrvatska sveučilišna naklada, Zagreb, 1998.
- Suvremeni hrvatski grafiti, P. I. P. Pavičić, Zagreb, 2000. (2. nadop. izd., 2010.)
- Andrija Kačić Miošić (monografija), Školska knjiga et al., Zagreb, 2003.
- Novi hrvatski epitafi, Školska knjiga, Zagreb, 2007.
- Biblija i hrvatska tradicijska kultura, Školska knjiga, Zagreb, 2011. – 365 str.
- Povijest hrvatske usmene književnosti, Školska knjiga, Zagreb, 2013.

## Odličja i nagrade
- Za svoj stručni i znanstveni rad dobio je više odličja, među ostalim i "Medalju rada" (1984.) i Red Danice hrvatske s likom Ruđera Boškovića (1995.).
- Povelja Filozofskog fakulteta u Zagrebu (2012).
- Nagrada Judita Društva hrvatskih književnika, za knjigu Biblija i hrvatska tradicijska kultura (2012.)
- Nagrada Judita Društva hrvatskih književnika, za knjigu Povijest hrvatske usmene književnosti (2013.)
- Dobitnik Nagrade HAZU za područje književnosti za 2013., za knjigu Povijest hrvatske usmene književnosti.[2]

## Vanjske poveznice
Mrežna mjesta
- Tragom znanstvenoga, nastavnoga i stručnoga rada prof. dr. sc. Stipe Botice, matica.hr